# Puig de Rabassers
El Puig de Rabassers és un turó de 593,1 m alt del límit dels termes comunals d'Arboçols, Eus i Marqueixanes, tots tres de la comarca del Conflent, a la Catalunya del Nord. És a l'extrem nord-oest del terme de Marqueixanes, a l'est del d'Eus i al sud-oest del d'Arboçols. Es troba a la partida de Rabassers.